# Université de Kaposvár

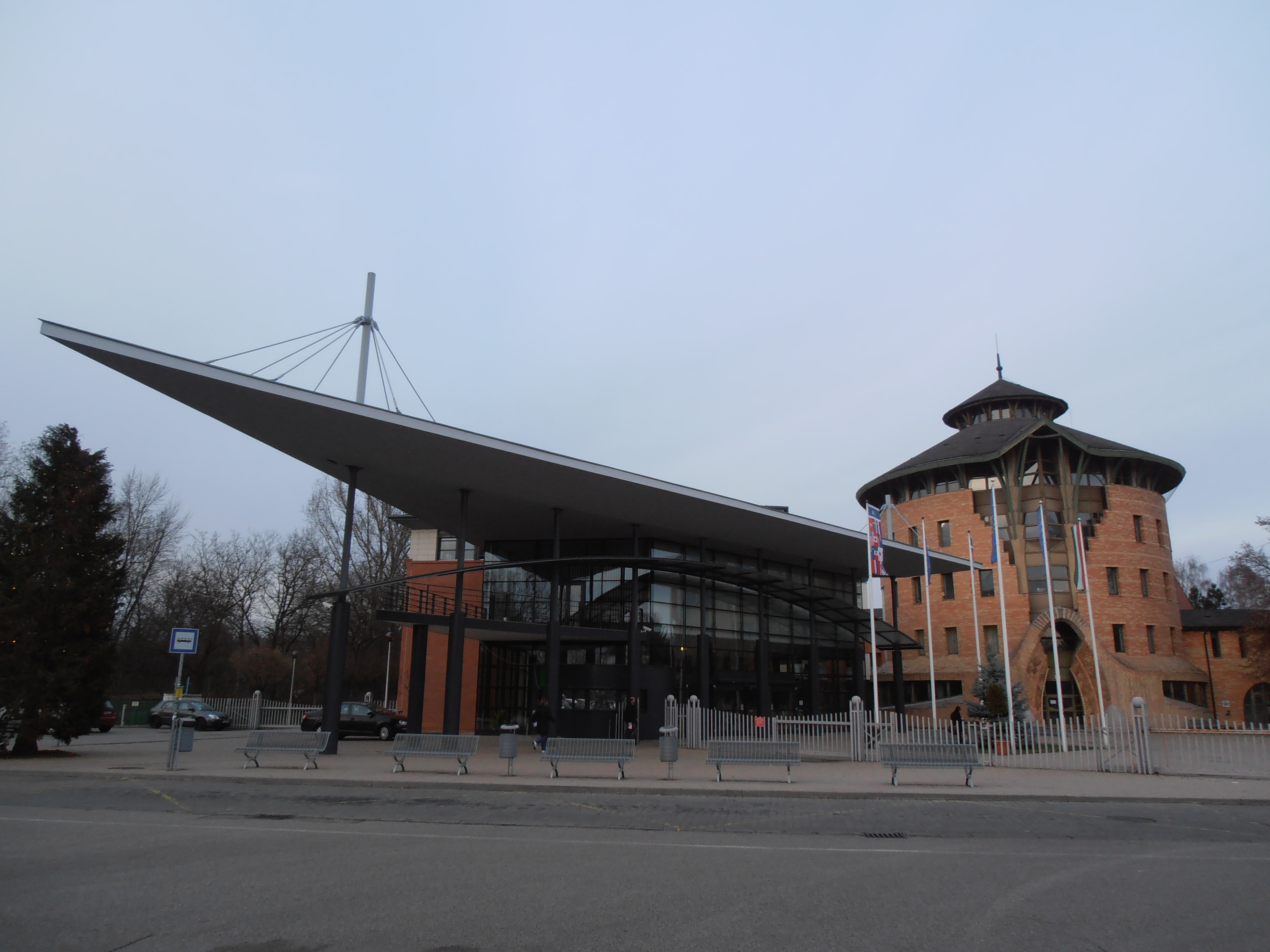
Bâtiment principal de l'université de Kaposvár

L'Université de Kaposvár (Kaposvári Egyetem, /kɑpoʃva:ɾi ɛɟ͡ʝɛtɛm/, KE) est une université hongroise fondée en 2000 à Kaposvár. Elle est l'héritière de la faculté d'élevage animal de l'Université d'agronomie de Pannonie (Pannon Agrártudományi Egyetem), de l'École supérieure de formation des professeurs Mihály Csokonai Vitéz (Csokonai Vitéz Mihály Tanítóképző Főiskola) et de l'Institut de recherche en alimentation animale (Takarmánytermesztési Kutató Intézet).

## Enseignement et recherche

### Formation
L'université de Kaposvar propose de nombreuses formations équestres. La partie théorique se déroule à l'université et la pratique prend place à l'Académie équestre de Kaposvar, qui dépend directement de l'université.
Ces formations comprennent : 
- Formation d'éleveur
- Formation d'entraineur d'équitation niveau 1, et 2
- Formation de cavalier
- Formation de directeur de structure équestre